# Балудянський Андрій
Балудянський Андрій (* 1807 — † 1853) — педагог, церковний історик Підкарпатської Русі.
Викладав церковну історію та канонічне право в Ужгородській греко-католицькій богословській семінарії (кінець 1840-х — початок 1850-х). Видав латинською мовою «Историю церковную нового завета» (1847). Член створеного 1850 О. Духновичем «Литературного заведения Пряшевского».